# اندیس آهک دم آب
آهک دم آب یک اندیس مصالح ساختمانی است که در حوالی شهر کوه دنا استان چهارمحال و بختیاری قرار دارد و مادهٔ معدنی موجود در آن سنگ آهک است.سنگ میزبان این اندیس آهک آسماری است و پيشينه آن به دوران الیگومیوسن می‌رسد. 